# Dasha Gonzalez
Dasha Janis Kuret (nascida González; nascida em 17 de abril de 1988) é uma modelo americana de fitness, lutadora profissional e locutora contratada pela All Elite Wrestling. Ela também é conhecida por seu tempo como entrevistadora nos bastidores e locutora de ringue na WWE sob o nome de ringue Dasha Fuentes.
Gonzalez nasceu e foi criada em Orlando, Flórida e mais tarde frequentou a Universidade da Flórida Central (UCF), onde estudou ciências da saúde, microbiologia e biologia molecular, graduando-se em 2012. Ela trabalhou na LA Fitness e na loja de varejo de beleza Ulta Beauty. Gonzalez também competiu na organização Miss America, ganhando vários títulos, incluindo Miss UCF e Miss Volusia County. Gonzalez era ativa na natação, mergulho e ginástica até que uma lesão no joelho sofrida no verão de 2014 a forçou a ficar de fora.

## Carreira profissional de wrestling

### WWE (2014–2019)
Dasha assinou um contrato com a WWE em 2014 e foi atribuída ao seu território de desenvolvimento NXT em maio, onde recebeu o nome de ringue Dasha Fuentes Fuentes estreou em um evento ao vivo do NXT em abril de 2015, juntando-se a Dana Brooke e Becky Lynch em uma derrota para Carmella, Alexa Bliss e Devin Taylor. Em meados de 2015, Fuentes começou a aparecer como entrevistador nos bastidores do NXT.  Fuentes apareceu no evento NXT TakeOver: Unstoppable em 20 de maio, como parte da entrada de Tyler Breeze.
Em 9 de abril de 2019, Fuentes foi liberada da WWE.

### All Elite Wrestling (2019 - presente)
Em 31 de agosto de 2019, Gonzalez fez parte dos anunciantes espanhóis para o PPV inaugural All Out (2019) da AEW. Em outubro de 2019, Gonzalez fez sua estreia como comentarista espanhola do programa All Elite Wrestling AEW Dark. Em 4 de novembro de 2019, durante AEW Dark, Gonzalez apareceu ao lado do apresentador Tony Schiavone e mais tarde foi revelado que se juntaria ao programa como co-apresentadora de Schiavone. No episódio de 29 de novembro do AEW Dynamite, Gonzalez assumiu o lugar de Justin Roberts como locutora do ringue do evento depois que Roberts foi atacado no início da noite. No episódio de 10 de agosto do torneio AEW Women's Tag Team, The Deadly Draw, ela fez sua estréia no ringue se juntando a Rachael Ellering em uma derrota para Ivelisse e Diamanté.

### Circuito independente (2019)
Em 2019, Gonzalez competiu em uma contra Renee Michelle como parte do evento Blizzard Brawl do Great Lakes Championship Wrestling, onde ela foi vitoriosa.